# Dermie O'Connell
Dermott Francis O'Connell, detto Dermie (New York, 13 aprile 1928 – 5 ottobre 1988), è stato un cestista statunitense, professionista nella BAA, nella NBA e nella ABL.

## Palmarès
- Campione NCAA (1947)